# 市川 (兵庫県)

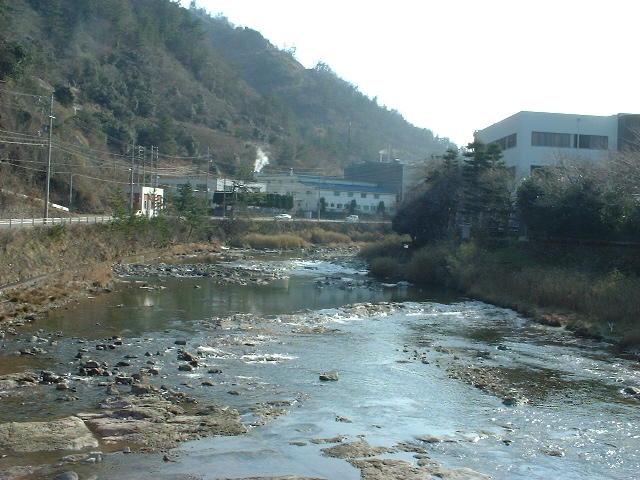
鉱業関係の施設を川上に望む上流部（朝来市生野）

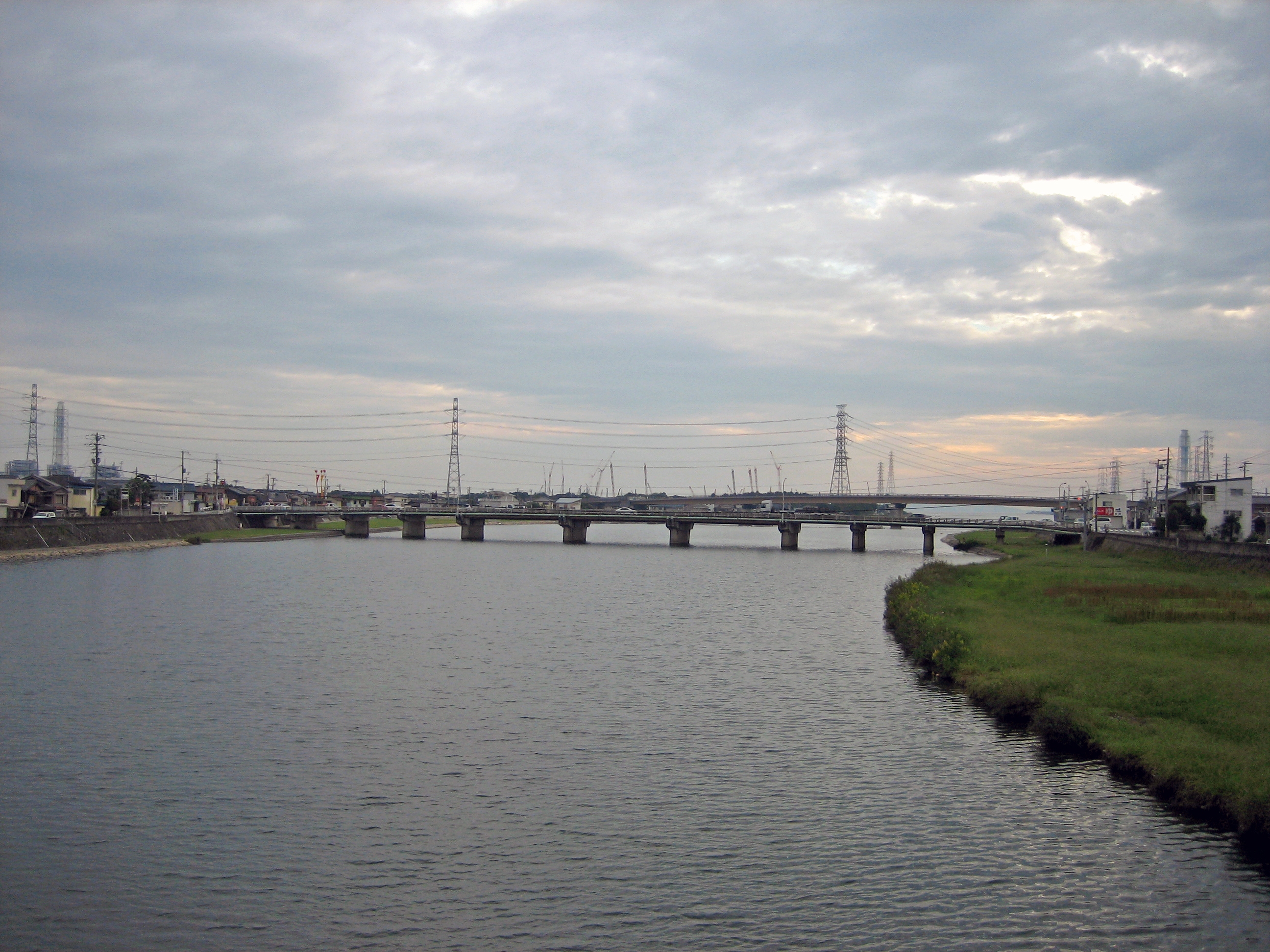
市川の下流部

市川（いちかわ）は、兵庫県南西部を流れる二級水系の本流。「播磨五川」のうち、流路延長では加古川に次ぐ。
流域の播磨国府の市（飾磨の市）から市川と呼ばれるようになったと考えられている。

## 地理
兵庫県中部、丹波国、播磨国との境界近くにある朝来市生野町（旧但馬国）の三国山（標高855m）に源を発して南流。途中神崎郡各町と姫路市を流れ、姫路市飾磨区で播磨灘に注ぐ。中流の姫路市保城で船場川を分けるが、船場川は独立した水系（二級水系）の扱いとなっている。古代から中世にかけては、現在の船場川が本流であったとされる。JR西日本播但線と国道312号が、ほぼ並行する。上流部にはかつて生野銀山があった。
下流では姫路城付近を流れていたが江戸時代に姫路藩の池田輝政によって東側に大きく付け替えられた。平成の調査によって、江戸時代に築造された花田井堰は水位を平均１１センチ下げ、明治時代に築造された護岸沿いの石積み突堤水制工は流速を毎秒４メートル緩めていることが分かった。また輝政の後の藩主、本多忠政の時代に築造された飾磨樋門と飾磨井堰も、一定の治水・利水効果がある事が判明した。

## 流域の自治体
兵庫県
朝来市、神崎郡神河町、市川町、福崎町、姫路市

## 支流
括弧内は流域の自治体
- 越知川（神河町）
- 七種川（福崎町）
- 平田川（福崎町、姫路市）

## 主な橋梁
- 市川浜手大橋 - 国道250号線（飾磨バイパス）
- 永世橋 - 県道401号線
- なかよし橋（人道橋）
- 市川橋梁 - （山陽電鉄本線）
- 姫路大橋 - 国道2号線（姫路バイパス）
- 阿保橋 - 県道402号線
- 市川橋梁 - （山陽新幹線）
- 市川橋梁 - （山陽本線）
- 市川橋 - 国道2号線
- 新小川橋 - 国道372号線
- 小川橋 - 国道372号線
- 高木橋 - 県道398号線
- 市川橋 - 山陽自動車道
- 城見台橋
- 生野橋 - 県道218号線
- 市川大橋 - 播但連絡有料道路ランプ
- 仁豊野橋 - 県道373号線
- 大礼橋 - 県道81号線
- 中津橋 - 県道410号線
- 香福橋
- 市川橋 - 中国自動車道
- 福崎大橋 - 県道23号線
- 神崎橋 - 国道312号線
- 月見橋
- 市川新橋 - 県道215号線
- 小室橋
- ふれあい市川大橋
- 屋形橋 - 県道214号線
- 屋形橋（人道橋）
- 沢橋
- しんこう大橋
- 昭和橋
- 新寺前橋 - 県道8号線
- 寺前橋
- 砕石橋
- 第一市川橋梁 - （ＪＲ播但線）
- 福井橋
- 為信橋
- 長谷橋 - 県道213号線
- 第二市川橋梁 - （ＪＲ播但線）
- 第三市川橋梁 - （ＪＲ播但線）
- 第四市川橋梁 - （ＪＲ播但線）
- 第五市川橋梁 - （ＪＲ播但線）
- 播但連絡有料道路
- 眞弓橋
- 仲良し橋
- 新盛明橋
- 盛明橋
- 階和橋
- 神明橋
- 山神橋
- つづら橋
- 新町橋
- 小野大橋
- 小野新橋
- 向田橋

## 市川を巡る出来事

### 姫路市の無断取水
姫路市が、市川から40年間に亘り、兵庫県からの許可量に上乗せした年間約320万立方メートルに及ぶ無断取水を行なった上、兵庫県に提出する取水データを改竄していたことが、2010年3月に判明した。兵庫県は、河川法違反の疑いもあると見ており、取水していた甲山浄水場を立入検査する予定である。